# Silvano Carroli
Silvano Carroli (Venecia, 22 de febrero de 1939-Lucca, 4 de abril de 2020) fue un barítono italiano.

## Biografía
Huérfano de padre con solo seis años de edad, comenzó a asistir al oratorio de la Basílica de San Marco, pero las necesidades familiares le impidieron continuar el estudio de la música. Después de comprometerse con su futura esposa, decidió seguir una carrera como cantante de ópera.
Estudió con el maestro Marcello del Monaco y perfeccionó más tarde con Mario del Monaco. Más tarde fue admitido en la escuela de formación del Teatro La Fenice de Venecia, bajo la dirección de maestros Mario Labroca, Francesco Siciliani y Floris Ammannati, debutando en 1963 como Marcello en La Bohème de Giacomo Puccini, junto con Mirella Freni y Jaume Aragall , con dirigida por Franco Zeffirelli.
Ya en 1966 comenzó a enfrentar los papeles más exigentes en el repertorio. De Verdi cantó el rol de Ezio en Atila, Jago en Otelo, Renato en Un baile de máscaras, Don Carlo en La fuerza del destino, Monforte en Las vísperas sicilianas, Giorgio Germont en La traviata, Simon Boccanegra, Macbeth, Nabucodonosor en Nabucco, Roger en Jerusalén , Pagano en I Lombardi en la primera cruzada , Amonasro en Aida.
De otros autores, Jack Rance  en La fanciulla del West, Michele en Il tabarro, Scarpia en Tosca, Alfio en Cavalleria rusticana, Barnaba en La Gioconda, Tonio nei Pagliacci, Gianciotto en Francesca da Rimini, Enrico en Lucía de Lammermoor, El duque de Alba, el Sumo Sacerdote del Samson y Dalila.
En agosto de 2007 en el Arena di Verona, agregó el registro de bajo (hay algunas grabaciones en vivo donde canta también en el registro de tenor). En 2008 protagonizó dos producciones de La fanciulla del West: en Roma y en el Convent Garden (con Josè Cura y la dirección de Antonio Pappano). En esta ocasión, el periódico Times escribió que Carroli fue la estrella de la noche, cantando un Jack Rance con una voz fresca y un carisma atractivo, sin ningún signo de declive en comparación con 30 años antes. En 2009 cantó el rol de Scarpia en Tel Aviv, bajo la dirección de Daniel Oren; muchos críticos han comparado su interpretación con la de Tito Gobbi y Ettore Bastianini. En el mismo año cantó el rol de Amonasro en Verona.
Carroli también se dedicó durante años a enseñar y tuvo la cátedra de canto en la escuela para tenores de la Fundación Del Monaco.